# Nicolae Beldiceanu
Nicolae Beldiceanu, né le 26 octobre 1844 à Preutești et mort le 2 février 1896 à Iași, est un poète et romancier roumain.

## Biographie
Beldiceanu a écrit sur les découvertes faites sur le site archéologique de Cucuteni en Roumanie. Il aide quatre autres savants d'Iaşi à fouiller ce site en 1885, et publie un article intitulé Antichitățile de la Cucuteni (« Antiquités de Cucuteni ») la même année. La fouille de ce site allait mener à la découverte de la culture de Cucuteni-Trypillia.
Son fils Nicolae N. Beldiceanu est également poète.

## Ouvrages (en roumain)
- Tala, roman contemporain, Iași, 1882 ;
- « Antichitățile de la Cucuteni » article paru dans le journal Schiţă arheologică, 1885 ;
- Elemente de istoria românilor, I-III, Iaşi, 1893-1894 ;
- Poezii, Iași, 1893 ;
- Doine, Iași, 1893 ;
- Poezii, Bucarest, 1914.